# 芒特猶大 (阿肯色州)
芒特猶大（英語：Mount Judea）是位於美國阿肯色州牛頓縣的一個非建制地區。該地的面積和人口皆未知。

## 地理
芒特猶大的座標為35°55′17″N 93°03′37″W / 35.92139°N 93.06028°W，而該地的平均海拔高度為283米（即928英尺）。